# Andrij Stadnik
Andrij Wołodymyrowycz Stadnik, ukr. Андрій Володимирович Стаднік (ur. 15 kwietnia 1982 w Wińkowcach) – ukraiński zapaśnik w stylu wolnym, wicemistrz olimpijski, brązowy medalista mistrzostw świata, mistrz Europy.

## Życiorys
Srebrny medalista igrzysk olimpijskich w Pekinie w 2008 roku w kategorii do 66 kg. Brązowy medalista mistrzostw świata w 2006 roku w kategorii do 66 kg. Mistrz Europy w 2009 roku w Wilnie i brązowy medalista mistrzostw w 2005 roku. Pierwszy w Pucharze Świata w 2005; drugi w 2010 i czwarty w drużynie w 2008 roku.
.
Żonaty z Mariją, która jest również utytułowaną zapaśniczką. Mają syna. Jego siostra Jana Stadnik jest dwukrotną wicemistrzynią Europy w zapasach i startuje w barwach Wielkiej Brytanii. Jego szwagierką była Alina Stadnik, mistrzyni świata w zapasach z 2013 roku.